# Martedì in Albis
Per la Chiesa cattolica è il primo martedì dopo Pasqua. Esso prende il nome dalla relativa domenica in Albis.

## Celebrazioni
- In Bellona (in Provincia di Caserta) festa in onore di Maria Santissima di Gerusalemme;
- in Paganica (in Provincia dell'Aquila) festa in onore di Madonna d'Appari;
- In Laterza (in Provincia di Taranto) festa in campagna in onore della Madonna delle Grazie.
- In Casale di Carinola (in Provincia di Caserta) giorno di festa in onore della Madonna delle Grazie.
- In Curti di Giffoni Valle Piana (in Provincia di Salerno) giorno di festa in onore di Santuario Maria SS. di Carbonara.
- Canton Ticino con uffici chiusi il martedì dopo Pasqua in segno di rivolta contro i potenti
- Piedimonte Matese (in Provincia di Caserta) presso Santuario di Santa Maria Occorrevole situato su Monte Muto. Festa in onore di San Giovangiuseppe della Croce da Ischia
- In Villa Literno (provincia di Caserta) si celebra la Madonna del pantano nell'omonima località.
- È una depiù importanti riagricorrenze religiose della este